# Terry Bywater
Terrence « Terry » Bywater, né le 28 février 1983 à Middlesbrough, est un joueur britannique de basket-ball en fauteuil roulant, classé 4.5 point player (en). 
Il est membre de l'équipe de Grande-Bretagne de basket-ball en fauteuil roulant depuis 1993, avec laquelle il a remporté quatre titres de champion d'Europe, dont trois consécutifs (2011, 2013 et 2015), et plusieurs autres médailles aux mondiaux et Jeux paralympiques[réf. souhaitée].